# チャナード・セゲディを生きる
『チャナード・セゲディを生きる』 (原題: Keep Quiet) はハンガリーの政治家チャナード・セゲディに密着した2016年のドキュメンタリー映画である。セゲディはハンガリーの極右政党ヨッビクの副党首を務め、反ユダヤ主義的な発言で知られていたが、後に自分自身がユダヤの血を引いている事実を知ることになる。セゲディ本人と、アウシュヴィッツ収容所の生存者でもあるセゲディの祖母へのインタビューを通じ、その苦難の足跡を追う作品である。
2016年4月14日、トライベッカ映画祭の国際ドキュメンタリー部門で公開され、日本では2017年からネットフリックスで配信された。

## あらすじ
チャナード・セゲディはハンガリーの極右国粋主義政党ヨッビクの幹部で、反ユダヤ主義的発言を繰り返していた。またヨッビクの自警団Magyar Garda (en: Hungarian Guard) の創設者である。自警団は後に、その人種差別的活動からハンガリー憲法違反の判決を受け、解体された。
ある日、セゲディの人生を一変させる事実が発覚する。それはセゲディの母方の祖父母はユダヤ人であり、しかも祖母はアウシュヴィッツ収容所で生き延び、解放後も迫害への恐怖から自身がユダヤ人だという事実を孫のチャナード・セゲディに隠していたのであった。
この作品では、セゲディが出自を知ってからの3年間を描いている。家族の辛い過去、差別主義への自戒、そしてハンガリーの歴史と向き合いながら正統派ユダヤ教徒へとセゲディは改宗していく。しかしセゲディの方向転換は、純粋な償いの気持ちと敬虔な宗教心からなのか、それとも切羽詰まった行動なのか。

## 主な出演者
- チャナード・セゲディ: ハンガリーの政治家、26歳で極右政党ヨッビクの副党首に就任、欧州議会議員
- マグドルナ・クライン: チャナードの母方の祖母、アウシュヴィッツ収容所の生存者、クライン家の養女
- カタリン・モルナール・セゲディネ: チャナードの母
- バルク・オーベルレンダー: 正統派ラビ協議会会長、チャナードの正統派ユダヤ教改宗を支援
- エヴァ・ボビー・ニューマン: アウシュヴィッツ収容所の生存者、チャナードに収容所の事実を語る
- アン・アプルボーム: 政治報道記者
- アンドラ―シュ・デジェー: 調査報道記者
- ゾルターン・アンブラス: セゲディの出自を暴露した密告者

## 評価
イギリスのカルチャー誌タイムアウトのニューヨーク版は、2016年トライベッカ映画祭の映画ベスト10に選出した。その理由として「賛否両論の映画祭作品を見たければ、この作品がぴったりだ」と解説している。
ハリウッド・リポーター誌のフランク・シェックは「視聴後に思わず語りたくなる傑作」「物議を醸し出す作品に魅了された」と評した。
ノンフィクション専門サイトNonFicsでダニエル・ワルバーは「この作品が物語るのは償いではない。強烈な悔恨の念だ」と寄稿している。
ジューイッシュ・ウィークは「許しの大切さと知性を感じさせる珠玉のノンフィクション映画」とコメントした。
スラント・マガジンは「製作陣は鋭く切り込んでいる。文化が他の文化を生きたまま食い殺し、何事もなかったように存在する様子を描いている」と評した。